# Andrássy
Andrássy de Csíkszentkirály et Krasznahorka is een Hongaars adellijk geslacht.

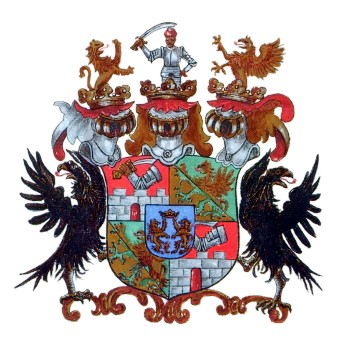
Andrássy familiewapen uit 1766

Het geslacht stamt oorspronkelijk uit Transsylvanië en verkreeg in 1550 het domein Csíkszentkirály. Later verhuisde het naar Hongarije (Opper-Hongarije), waar het Krasznahorka verwierf en in 1790 in de gravenstand werd verheven.

## Bekende telgen
- Peter I Andrássy (?-circa 1600), oprichter van de Hongaarse tak van de Andrássy-familie, Transsylvanisch edelman, kapitein van het kasteel Krasznahorka.[1]
- Peter II Andrássy (?-1715), baron, burgemeester van Gemer[1],
- Štefan Andrássy (circa 1650-circa 1720), broer van Peter II[1],
- Juraj Andrássy (circa 1660-circa 1725), baron[1],
- Karl Andrássy (1723-1782), militair[2],
- Antoon Andrássy (1742-1799), baron, tweede bisschop van Rožňava[3],
- Urok Andrássy (18de eeuw), Hongaars staatsman, graaf, landheer van Gemerská Poloma,
- Károly Andrássy (1792-1845), Hongaars patriottisch staatsman,
- György I Andrássy (1797-1872), Hongaars staatsman en opperste landrechter,
- Manó Andrássy (1821-1891), zoon van Károly, Hongaars staatsman. Deed ingrijpende verbouwingen aan het kasteel van Betliar.
- Gyula I Andrássy (1823-1890), zoon van Károly, Hongaars patriot, Oostenrijk-Hongaars staatsman,
- Gyula II Andrássy (1860-1929), zoon van Gyula I, Oostenrijk-Hongaarse minister van Buitenlandse Zaken,
- Dionysius Andrássy (Hongaars: Dénes Andrássy) (1835-1913), lid van de Hongaarse Academie van Wetenschappen.[1]

## Illustraties

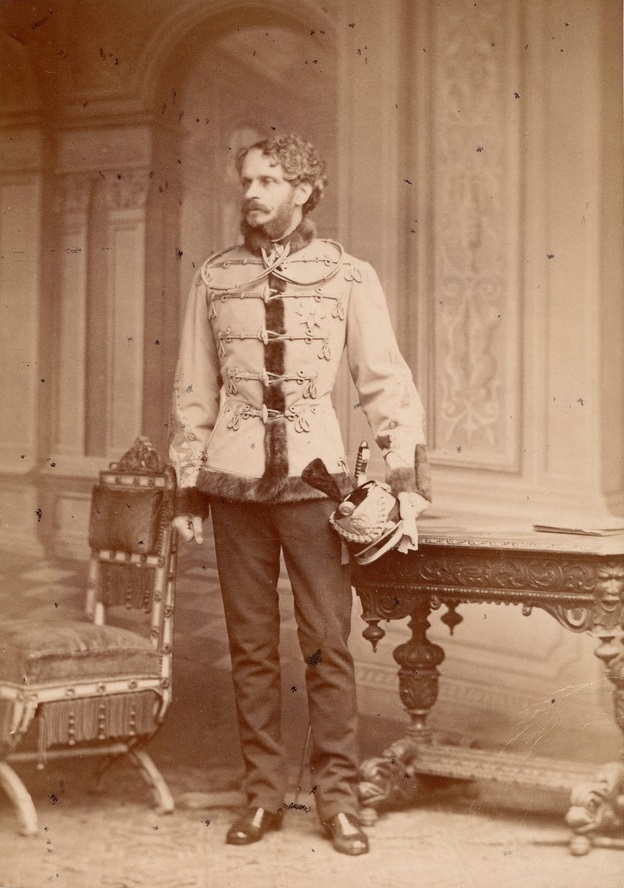
Graaf Gyula I Andrássy (1823-1890).
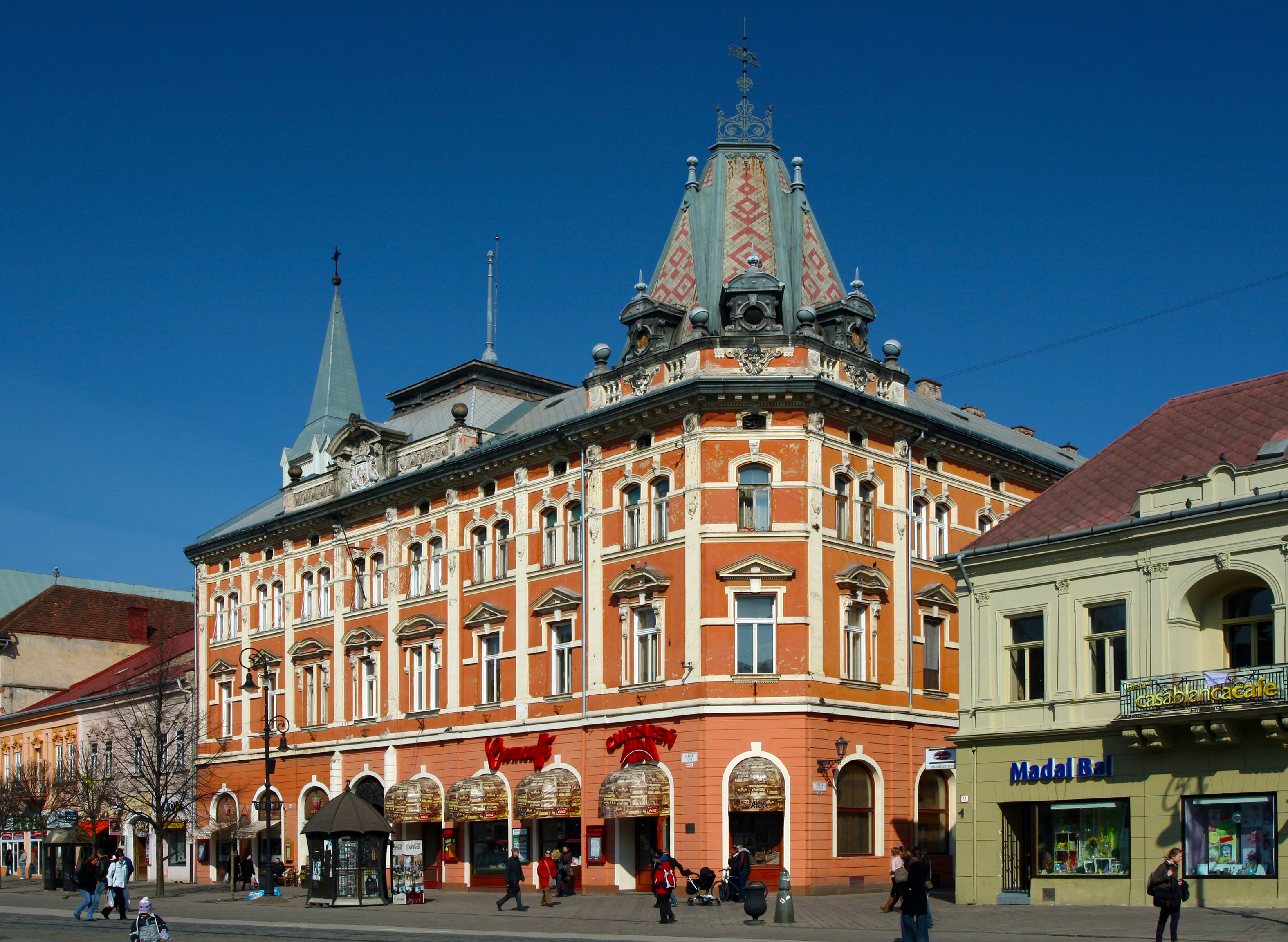
Andrássy-paleis in Košice.
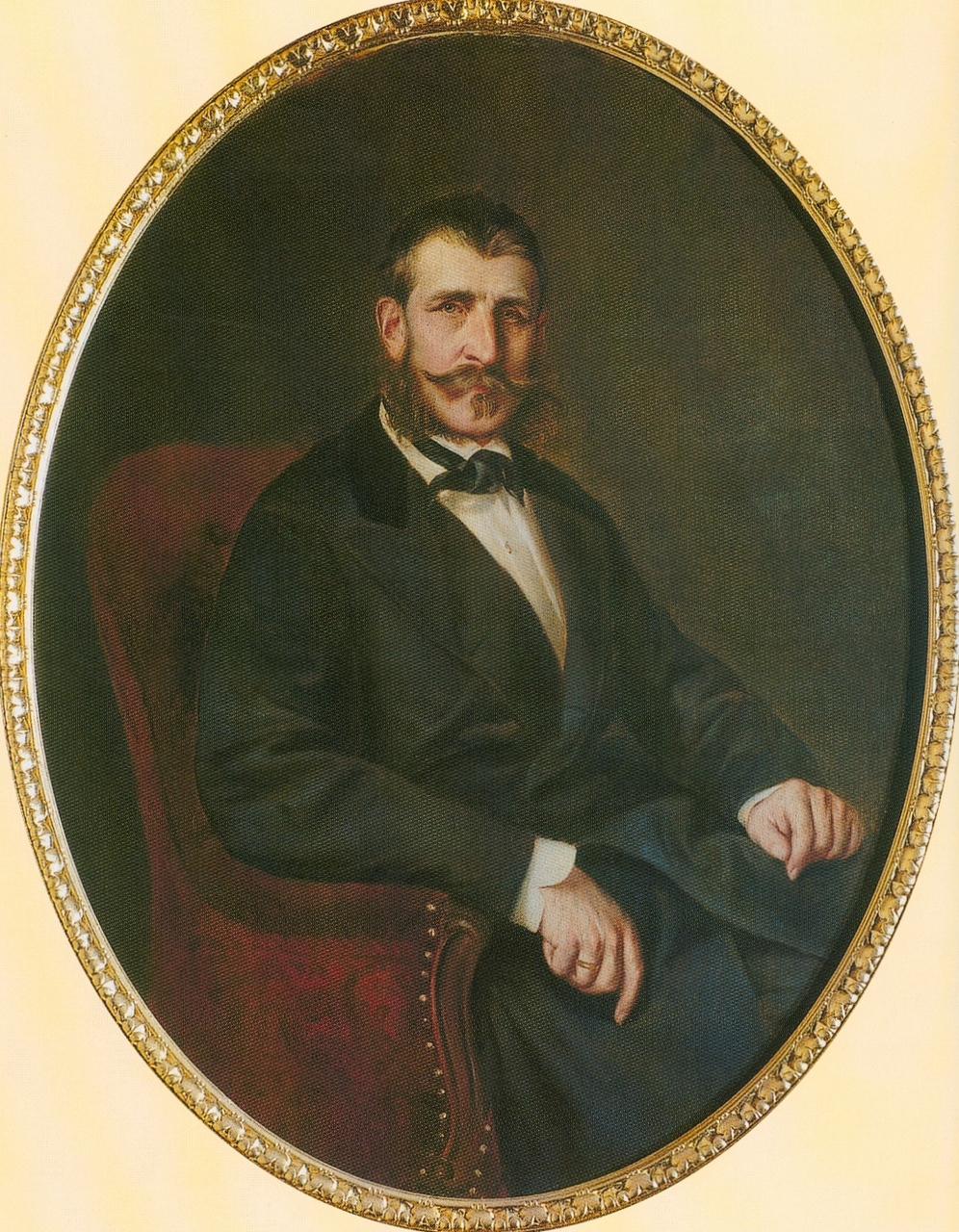
Dionysius Andrássy (1835-1913): in de familie Andrássy, de laatste eigenaar van het fort Krásna Hôrka.
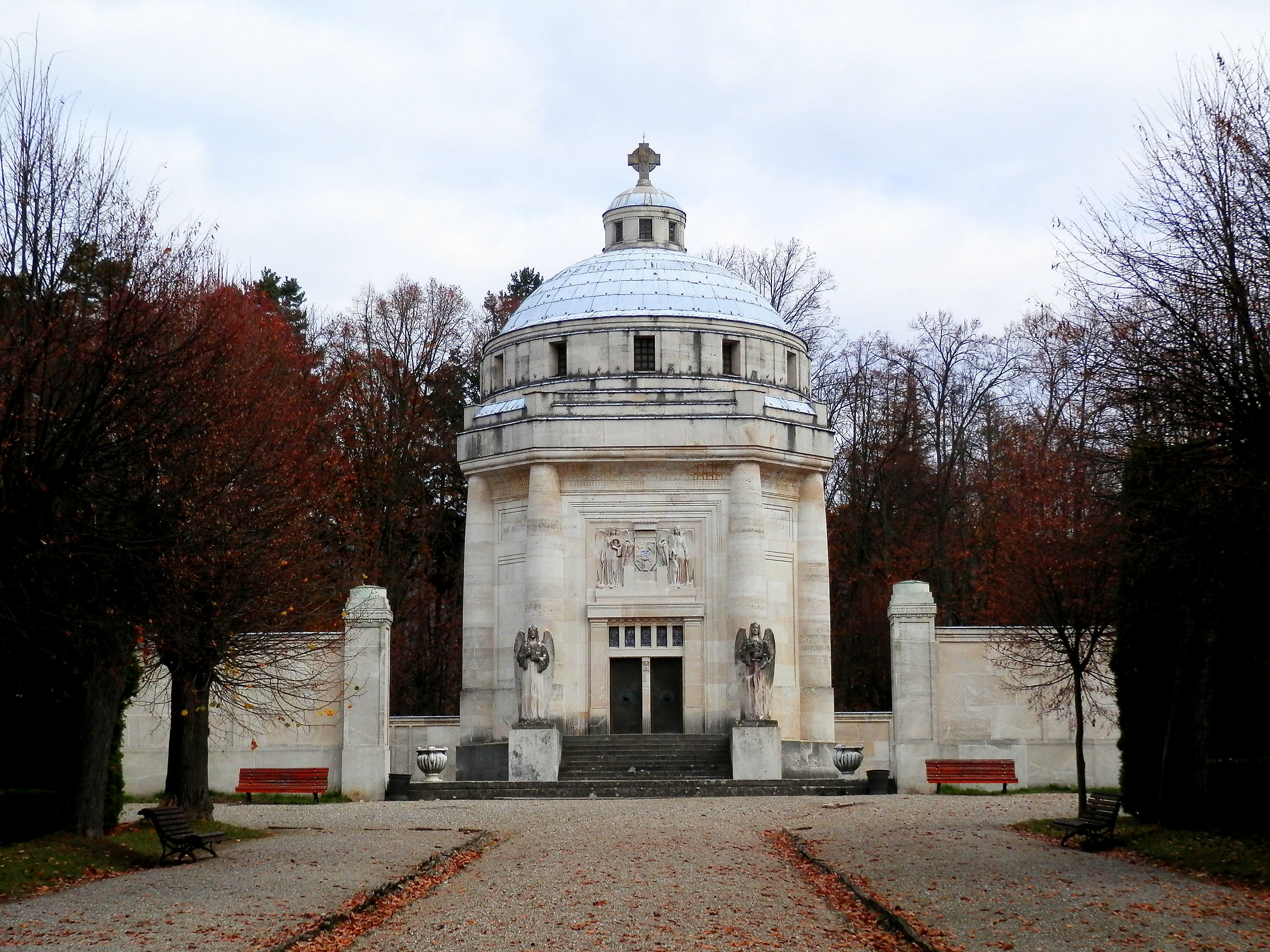
Andrássy-mausoleum in Krásnohorské Podhradie, door Dionysius Andrássy voor zijn echtgenote gebouwd in 1903-1904.
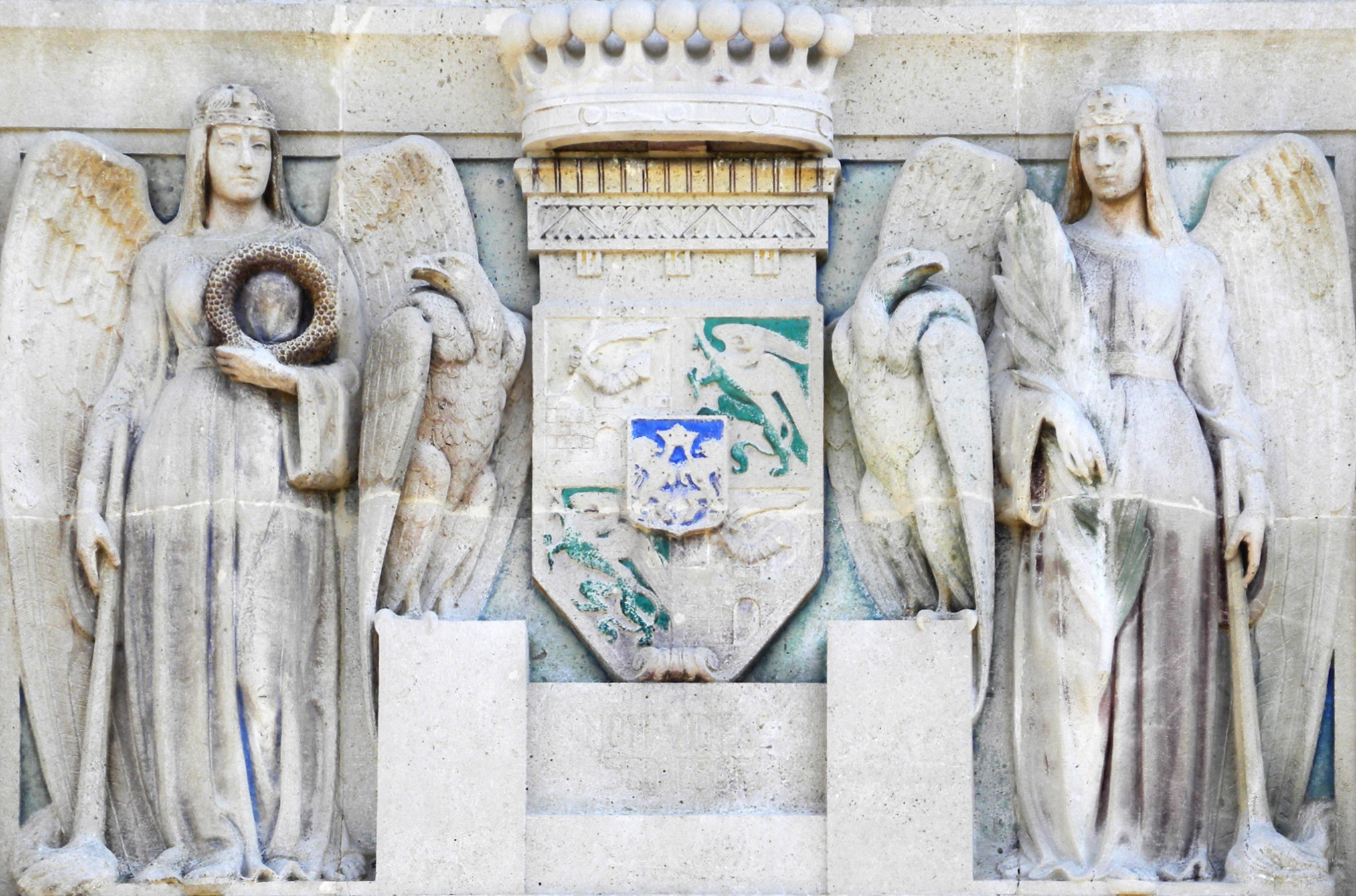
Detail van het Andrássy-mausoleum.
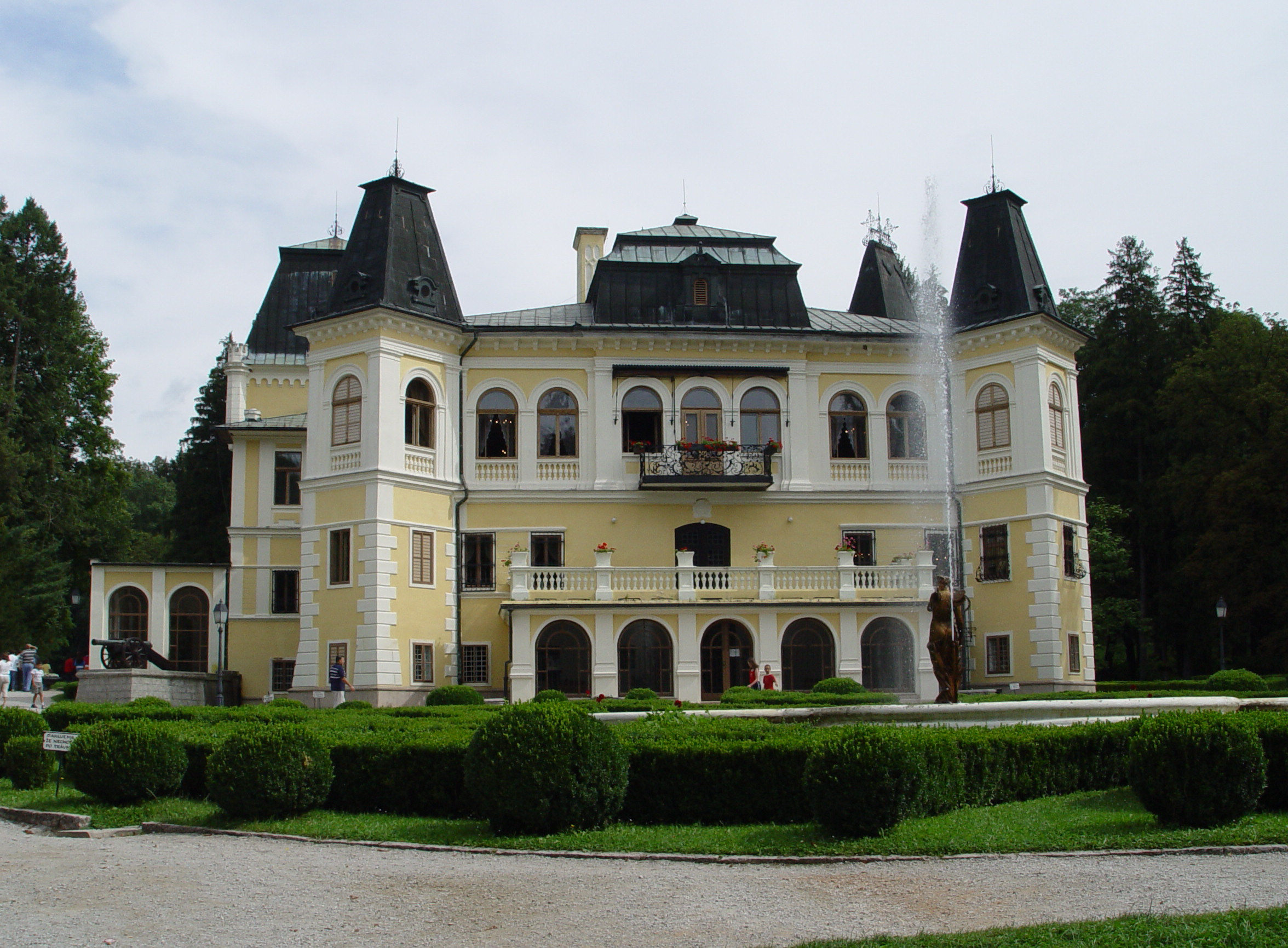
Kasteel van Betliar. Landhuis van de Andrássy-familie.